# Iago Negueruela Vázquez
Iago Negueruela Vázquez   (Santiago de Compostel·la, 8 de maig de 1980) és un polític balear d'origen gallec, conseller del Govern Balear en la IX legislatura.

## Biografia
És llicenciat en Dret per la Universitat de Santiago de Compostel·la. Ha treballat com a funcionari del Cos Superior d'Inspectors de Treball i de la Seguretat Social. i és membre de la Unió Progressista d'Inspectors de Treball.
Va figurar com a independent a les llistes del PSIB-PSOE a les eleccions al Parlament de les Illes Balears de 2015. Tot i que no fou escollit, en juliol de 2015 fou nomenat Conseller de Treball, Comerç i Indústria del Govern Balear.
A les eleccions al Parlament de les Illes Balears de 2023, va fomar part de la llista del PSIB-PSOE com a número 2 per la circumscripció de Mallorca, obtenint la acta de diputat, si bé restant a l'oposició. Després de la dimissió de Francina Armengol a la seva acta de diputada al Parlament de les Illes Balears, el 24 de juliol de 2023 va passar a ser el portaveu del grup socialista al Parlament de les Illes Balears.